# Niña (Yacht)
Die Niña war ein Stagsegelschoner, der vom Yachtkonstrukteur Starling Burgess entworfen wurde und 1928 vom Stapel lief.
Im selben Jahr gewann Paul Hammond mit der Niña  als erster Amerikaner das Fastnet Race. Auch in der Folge erreichte die Yacht beachtliche Erfolge, so war sie mit 34 Jahren älteste Siegeryacht des Bermuda Race 1962. 
Im Sommer 2013 wollte die Internetpionierin Evi Nemeth mit weiteren Personen mit der Niña die Tasmansee zwischen Australien und Neuseeland überqueren. Nach einem Sturm kam die letzte Nachricht von Nemeth am 4. Juni 2013 über Funk; am 5. Juli gaben die neuseeländischen Behörden die Suche nach Boot und Besatzung offiziell auf.

## Erfolge
- 1994 Gewinnerin Antigua (Schooner Class)
- 1989 Gewinnerin New York Mayors Cup
- 1962 Gewinnerin Bermuda Race
- 1949 Gewinnerin Cygnet Cup (Auckland Anniversary Regatta)
- 1940 Gewinnerin New York Yacht Club Astor Cup
- 1939 Gewinnerin New York Yacht Club Astor Cup
- 1929 Gewinnerin London to Gibson Island Chesapeake Bay
- 1928 Gewinnerin Fastnet Race
- 1928 Gewinnerin New York to Santander